# Ligne de Hegyeshalom à Szombathely
La ligne de Hegyeshalom à Szombathely ou ligne 16 est une ligne de chemin de fer de Hongrie. Elle relie Hegyeshalom par la Gare de Hegyeshalom à Szombathely par la Gare de Szombathely. Elle dessert l'Ouest du pays.